# Dytryk von Bülow

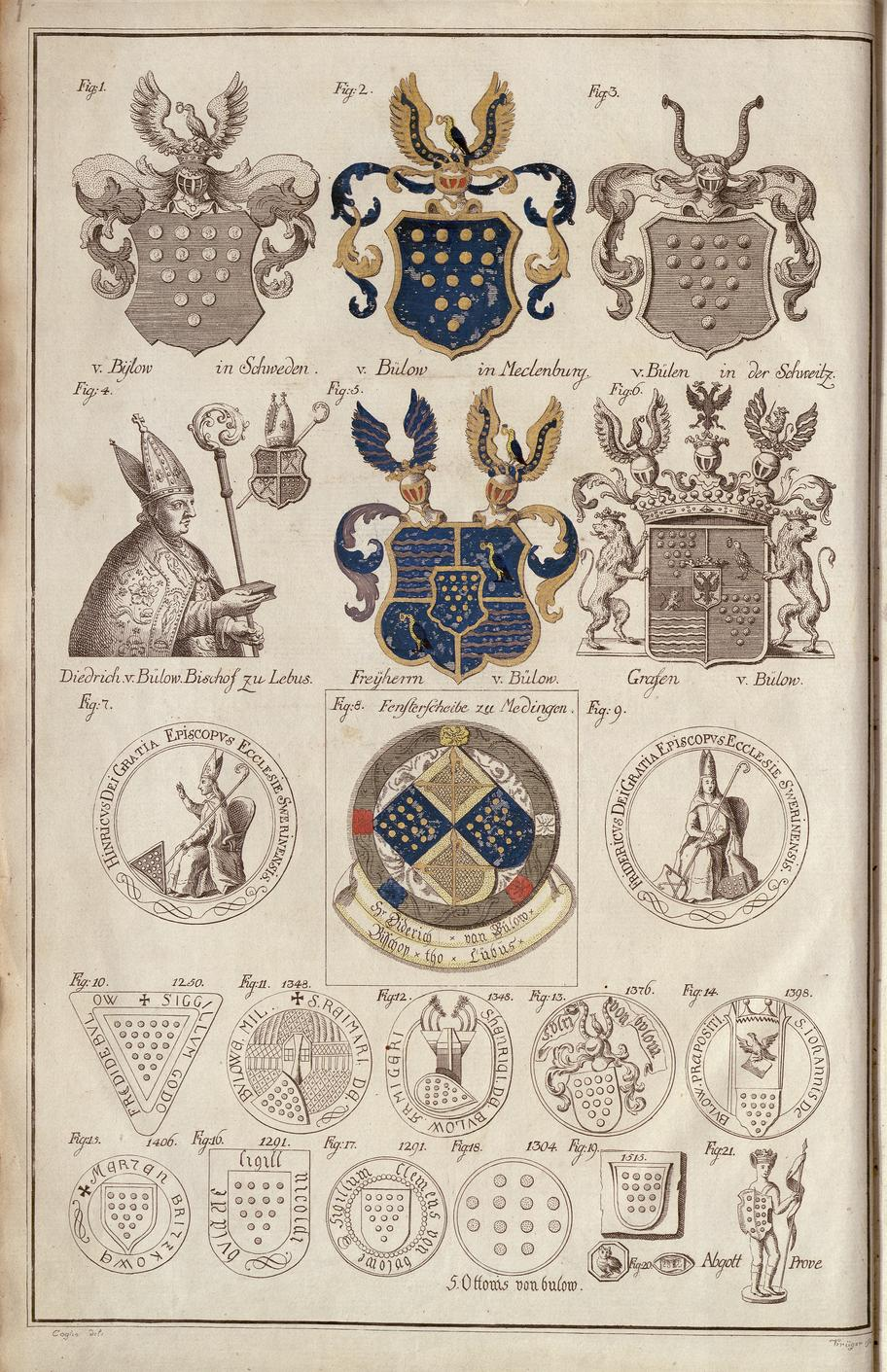
herb bpa Bülowa (pośrodku)

Dytryk von Bülow (ur. 1460 r. w Amt Neuhaus, zm. 1 października 1523 r. w Lubuszu) – niemiecki duchowny katolicki, biskup lubuski.

## Życiorys

### Młodość i edukacja
Urodził się w 1460 r. w Amt Neuhaus (Saksonia-Lauenburg), jako syn Friedricha von Bülow i Zofii Quitzow. Wraz z rodzicami przeprowadził się do Meklemburgii, gdzie w 1472 r. wstąpił na Uniwersytet w Rostocku. Studiował następnie w Erfurcie i Bolonii, uzyskując tam w 1484 r. doktorat z prawa cywilnego. W 1479 r. uzyskał święcenia kapłańskie.

### Działalność duszpastersko-polityczna
Od 1487 r. stał na czele rady organizacyjnej uniwersytetu Viadrina we Frankfurcie nad Odrą, po którego powołaniu został jego pierwszym kanclerzem (1506). 20 października 1490 r. został narzucony kapitule katedralnej jako nowy ordynariusz lubuski przez margrabiego-elektora brandenburskiego. Wybór został zaakceptowany przez to gremium i potwierdzony przez papieża w lutym 1491 r.
W 1491 r. brał udział w Sejmie Rzeszy w Norymberdze, a następnie w 1491 i 1493 r. w negocjacjach w Królewcu mających rozstrzygnąć przyszłość Pomorza Zachodniego. Brał udział wielokrotnie jako negocjator w sporach między innymi w 1494 r. między książętami brunszwickimi a Brunszwikiem, w 1497 r. między Brandenburgią a Łużycami oraz w 1514 r., kiedy przyczynił się do zawarcia traktatu między elektorem Joachimem I Nestorem a królem Polski Zygmuntem I Starym. 
W opinii współczesnych mu ludzi uchodził za gorliwego duszpasterza, zaopatrującego kościoły w drukowane księgi liturgiczne. Sprzedał też dobra należące do diecezji leżące na terenie Polski, osłabiając tym samym związki z metropolią gnieźnieńska.

### Śmierć
Zmarł w 1523 r. w Lubuszu i został pochowany w katedry Najświętszej Maryi Panny w Fürstenwalde/Spree. Na jego epitafium wyryto zachowany do dziś napis:
| Łaciński oryginał: | Tłumaczenie: |
| --- | --- |
| Sub hoc saxo latent sepulti sineres Reve[re]ndi in Christo Patris et Domini, Theodorici de Bulco Episcopi Lubucensis, qui obiit prima Octobris anno salutis 1523, cuius anima requiescat in pace Amen. | Zgodnie z tym kamieniem pochowane są tutaj kości wielebnego Ojca w Chrystusie i Panu, Theodoryka von Bülowa, biskupa lubuskiego, który zmarł pierwszego dnia października w roku łaski 1523, Pokój jego duszy. Amen. |